# 데이비드 라메티

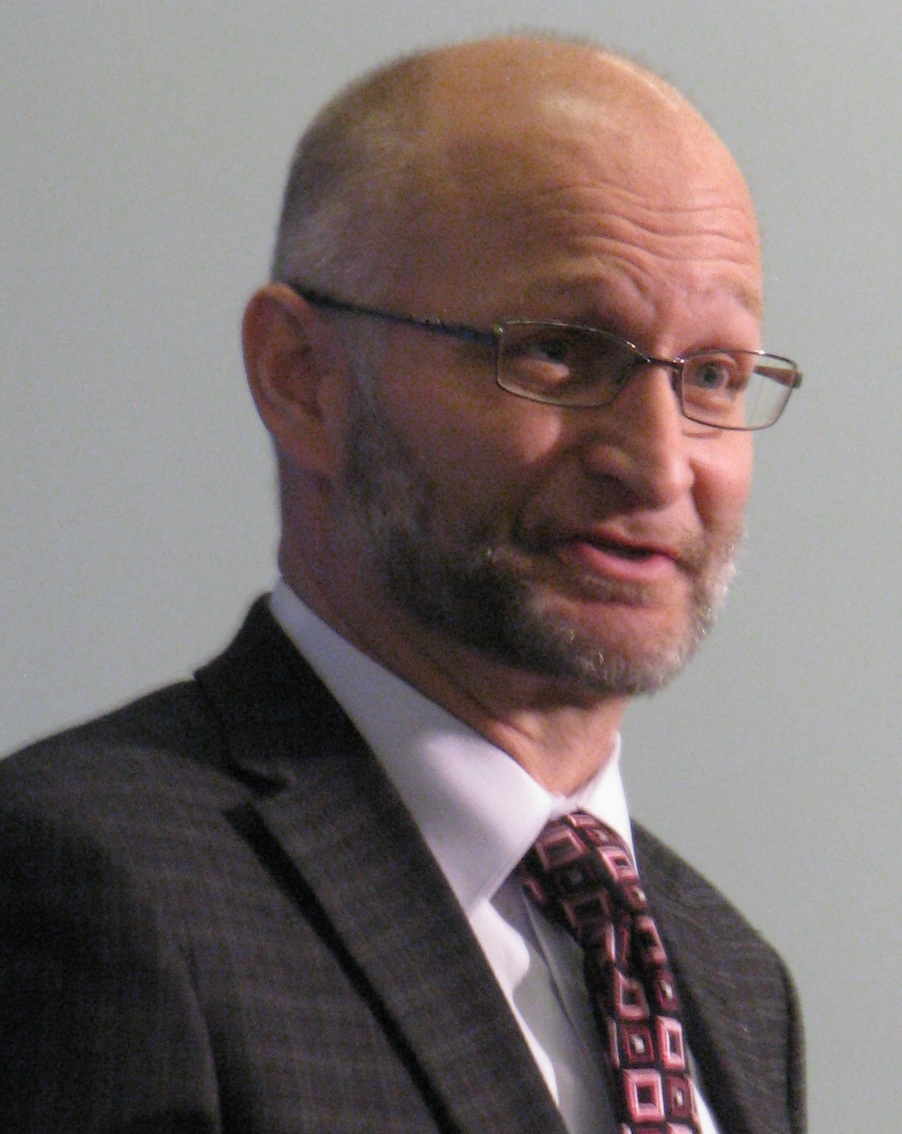

데이비드 라메티(영어: David Lametti, 1962년 8월 10일~)는 캐나다의 정치인이자 법률가, 대학 교수이다. 맥길 대학교 법학 교수로 재직했으며, 2019년 1월 14일에 캐나다의 52대 법무부 장관으로 취임하였다. 토론토 대학교에서 경제학과 정치학 학사 학위를, 맥길 대학교에서 법학과 시민법 학사 학위를, 예일 대학교에서 법학 석사 학위를, 옥스퍼드 대학교에서 법학 박사 학위를 취득했다.